# Amjad Atallah
Amjad Atallah es un activista por los derechos humanos y empresario estadounidense. Actualmente se desempeña como director de Los debates de Doha, un foro para la libertad de expresión en Catar pensado para hacer frente a los problemas y temas más controversiales de esta región. Nativo de Gary, Indiana, Atallah recibió el título de Licenciatura y Maestría de la Universidad de Virginia y un Doctorado en Jurisprudencia de la Universidad Americana.
Antes de unirse al equipo de trabajo de Los debates de Doha, Atallah ofició como jefe de redacción del canal informativo Al Jazeera América, entre 2011 y 2017. Anteriormente se había desempeñado como director del grupo de trabajo de Oriente Medio para la New America Foundation.
En 1993 cofundó Women for Women International, una organización humanitaria sin fines de lucro que brinda atención y apoyo a las mujeres sobrevivientes de la guerra.
En julio de 2018, Amjad fue elegido para dirigir los debates de Doha, una producción de la entidad Qatar Foundation.